# (3654) AAS
(3654) AAS (1949 QH1) – planetoida z pasa głównego asteroid okrążająca Słońce w ciągu 3,41 lat w średniej odległości 2,26 au Odkryta w obserwatorium Goethe Link Obs. 21 sierpnia 1949 roku.